# أم باب
أم باب (بالإنجليزية: Umm Bab)‏ هي إحدى المدن الصناعية في قطر وجريان الباطنة إلى جانب مدينة دخان تقع في غرب قطر وهي تتميز بكثرة مصانع إلى جانب قلة مساكن وخصوصا مساكن للموظفين الذين يعلمون في شركات النفطية وتتميز كذلك بوجود مصانع وآبار نفطية ولديها حدود واحدة فقط دخان من الشمال .